# Fifehead Magdalen
Fifehead Magdalen – osada w Anglii, w hrabstwie Dorset. Leży 35 km na północ od miasta Dorchester i 163 km na zachód od Londynu.